# Faustino Mayta visita a su prima
Faustino Mayta visita a su prima es una comedia boliviana dirigida por Roberto Calasich y estrenada en el 2003. La película fue rodada en Bolivia y Argentina (Salta, Buenos Aires).

## Argumento
Fidencia (Dayana Gutiérrez) es una joven cholita (mestiza) que vive en un pueblo del altiplano de La Paz.
Tentada por las maravillas que le cuentan sus amigas, decide emigrar a Buenos Aires sin imaginarse lo que le deparaba el destino.
Una vez en la capital argentina, es reclutada por "el Gordo" (Franz Apaza), un supuesto instructor de Tae Kwon Do cuyo verdadero negocio es la producción de prendas de vestir a través de la explotación a bolivianos.
En el pueblo de Fidencia, la mala suerte que acarrea Faustino Mayta (Efraín Jerez) llega a extremos cuando hiere con una picota a Sebastíán (Benjamín Espejo). El alcalde del pueblo (Hugo Fernández) descubre que la única manera de librarse de Faustino es enviarlo en busca de su primera Fidencia así que lo presiona para tal fin.
En su travesía, Faustino debe lidiar con un porteño abusador, un paisano que lo persigue hasta Buenos Aires y las dificultades que se le presentan esa gran ciudad.
El estilo de la película es el mismo que hizo famoso a Calasich en Bolivia con la serie televisiva "La bicicleta de los Huanca": el humor que surge de una pequeña comunidad rural con personajes pintorescos.
No obstante, a diferencia de "La bicicleta...", "Faustino Mayta visita a su prima" contiene una denuncia sobre una realidad que aún se vive en Buenos Aires: la explotación de bolivianos por otros bolivianos.
A lo largo de la cinta, "el Gordo", cuyo acento es porteño, se revela como otro boliviano más y hasta llega a saberse que es de Tarata, Cochabamba. Ayudado por un par de bolivianos que son sus cómplices, "el Gordo" tiene encadenados a Fidencia y los demás textileros. 
Aunque las cadenas y los abusos del "Gordo" podrían parecer exagerados, resultan más bien suaves si se compara con la realidad de los textileros bolivianos en Buenos Aires.
En marzo de 2006, un hombre, una mujer y cuatro niños, todos de nacionalidad boliviana, murieron en el incendio de un taller textilero en Caballito.
A raíz de ese hecho se supo que, en efecto, muchos de los obreros de talleres textiles trabajan encadenados y no se les permite salir a la calle. Las seis víctimas de Caballito no pudieron escapar precisamente por sus cadenas.
Desde entonces, las autoridades bonaerenses desarrollan periódicas inspecciones en las que se logró encontrar más bolivianos en condiciones de esclavitud.
Los últimos casos conocidos son próximos entre sí: ocurrieron entre el 4 y 6 de marzo de 2008.
- Datos: Q5856801